# Погруддя
 Погруддя — зображення людини, зазвичай портретне, з відображенням торсу від обличчя до грудей. Синонімом є слово «бюст».

## Техніки виконання

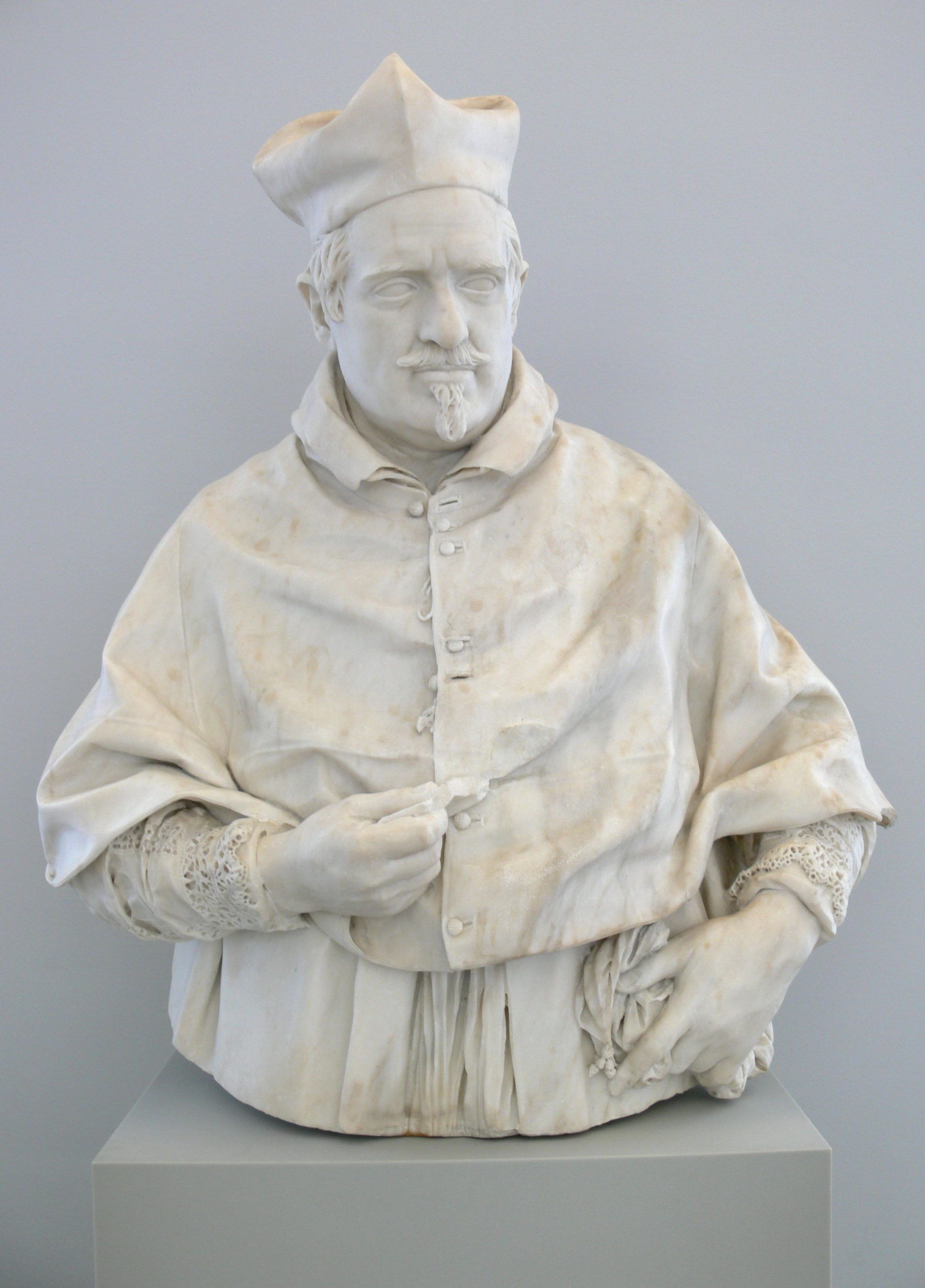
Скульптор Джуліано Фінеллі, Кардинал Монтальто, мармур

Для створення погруддя використовують ті ж матеріали і техніки, що й для скульптури:
- віск
- гіпс
- теракота
- бетон
- кераміка
- порцеляна
- мармур і різновиди каменю
- метал, металеві сплави
- пластмаси

Незважаючи на невеликі розміри, скульптори зробили безліч варіантів і композицій погруддя з включенням обох рук чи навіть однієї руки. Видатні зразки погрудь створили Верроккіо , Лоренцо Берніні, Карло Бартоломео Растреллі ,Федот Шубін, Куазевокс,Огюст Роден, Франческо Мессіна тощо.

## Античність
Класичні зразки погруддя дали майстри Стародавньої Греції та Риму. В добу Римської імперії погрудя предків зберігались в родинних домівках. Пізніше розміщення поргруддя імператора при владі у власному помешканні розглядалось як лояльність власника до існуючої влади. Погруддя імператорів ставили також в садах. Погруддя давно предмет колекціонування музеями і приватними збірками.

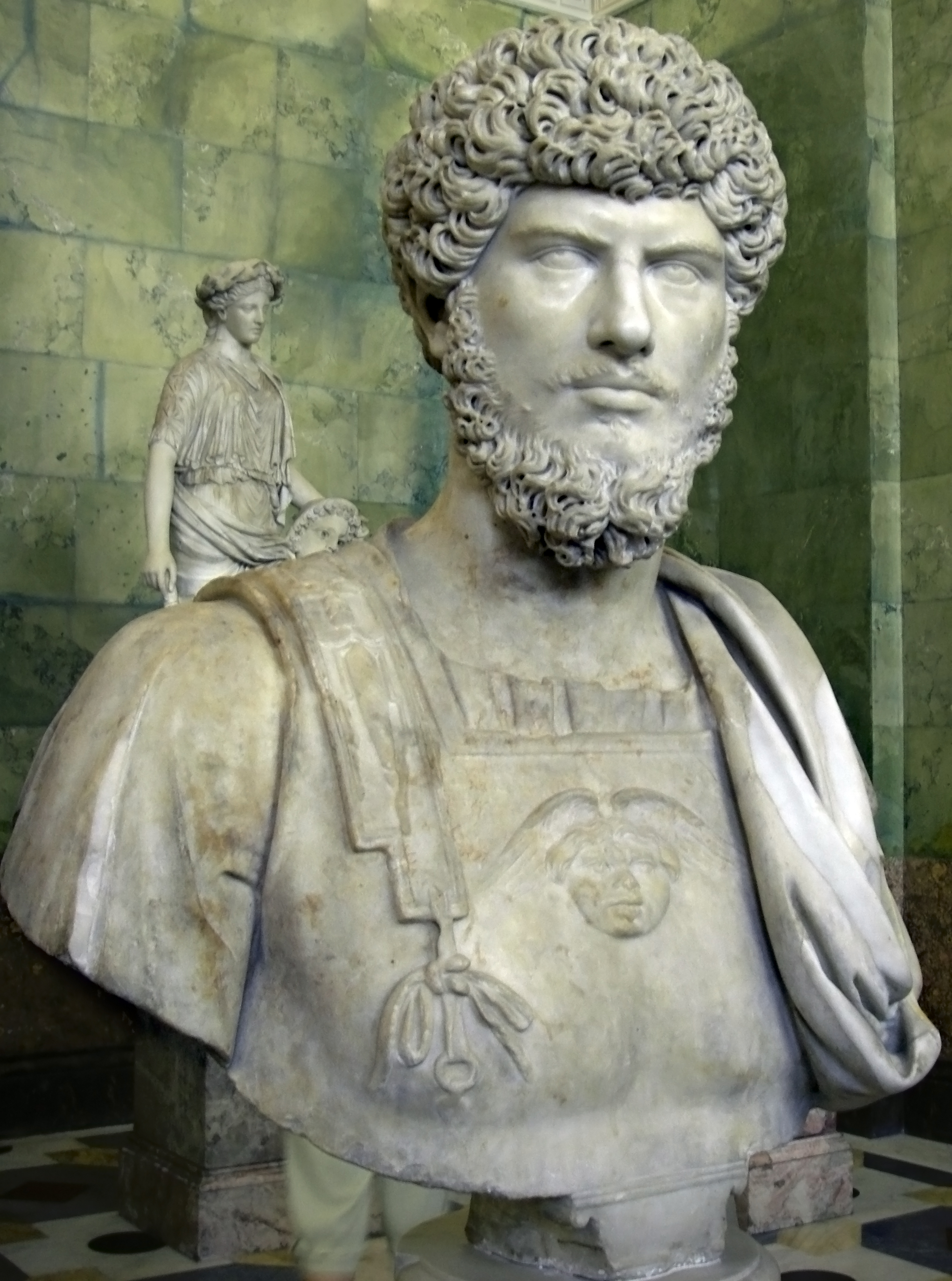
Імператор Люцій Вер
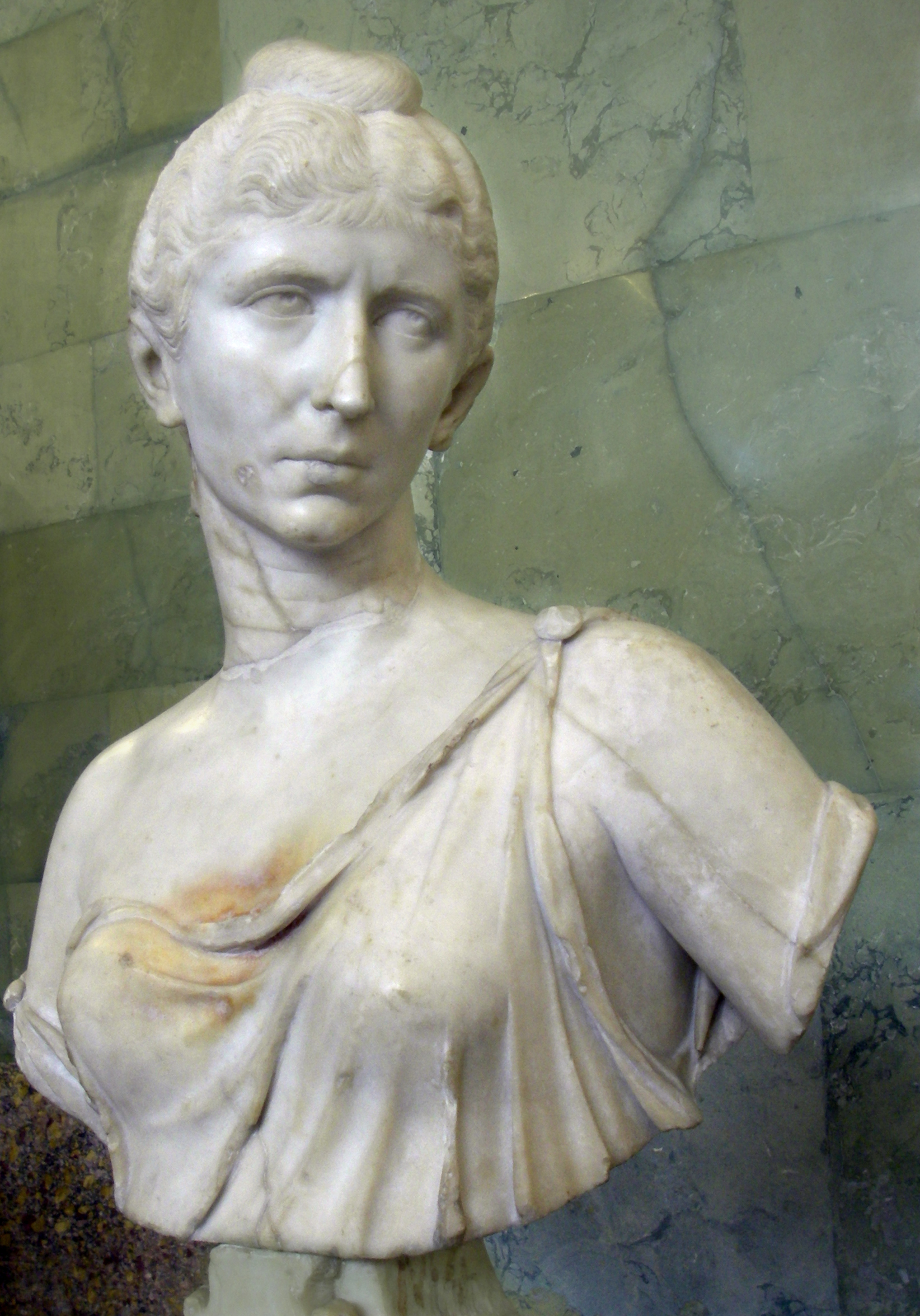
Корнелія Солоніна, дружина імператора Галлієна
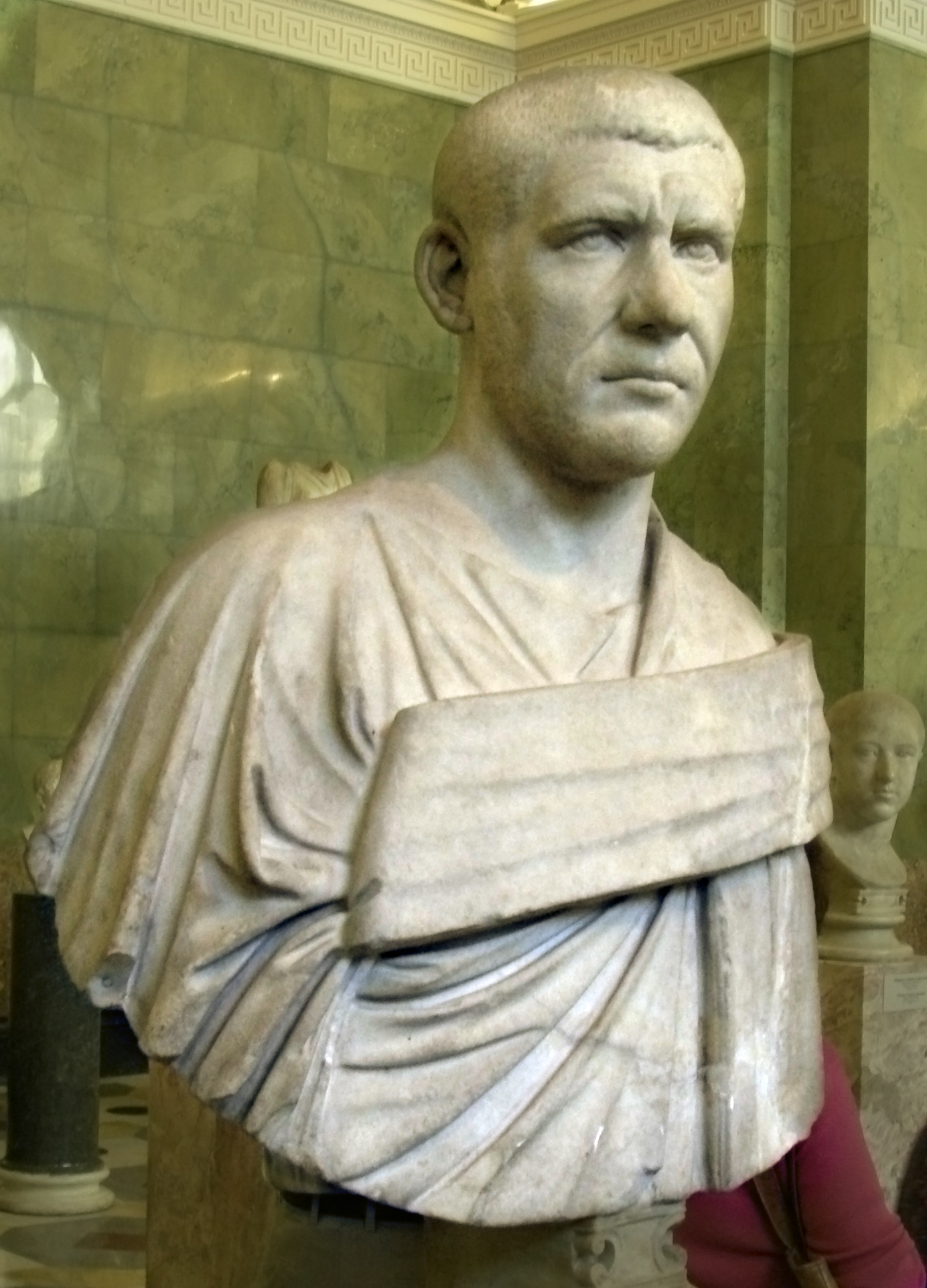
Імператор Філіп Аравітянин

## Середньовіччя

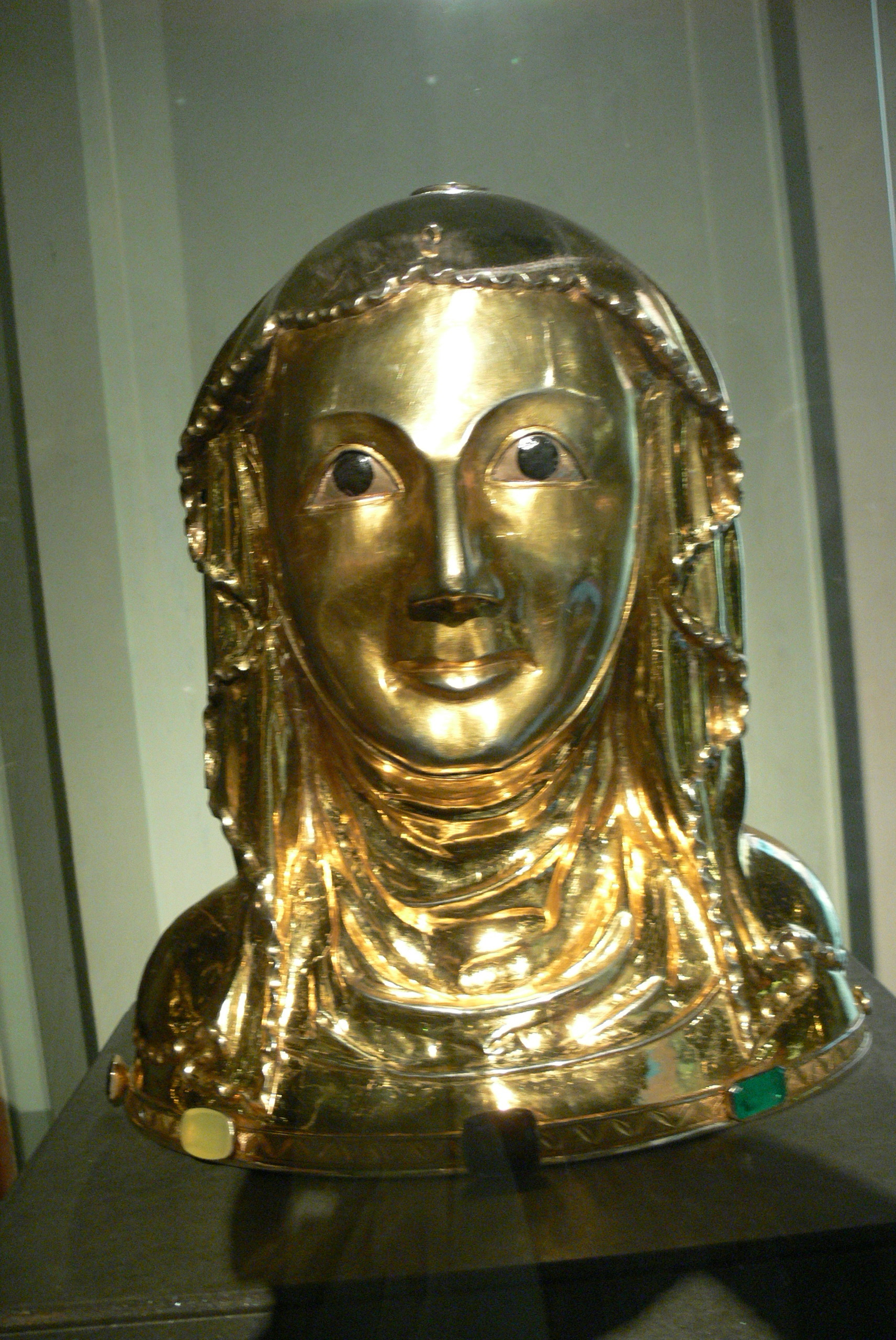
Релікварій — Св. Людмила, 1360-ті рр. Монастир Св. Агнеси, Прага, Чехія.

Античні зразки, їх залишки чи випадкові знахідки, продовжували впливати на створення скульптур і в добу середньовіччя. Але їх ідейне навантаження змінилося. Серед погрудь доби середньовіччя — релікварії і дуже рідкі зразки портретів, часто виконані з коштовних металів. Серед релікваріїв — зображення святих, покровителів людей від різних хвороб. Релікварії часто прикрашені коштовним чи напівкоштовним камінням і займають проміжні позиції між скульптурою і ювелірним виробом. Наближеності до ювелірного виробу сприяють не тільки коштовні метали (золото, срібло), а й методи обробки поверхні — чеканка, полірування поверхні, комбінація з іншими матеріалами (емаль, скло), іншими техніками (інкрустація). Унікальними зразками були спроби створити портретні погруддя володарів, де портретність була досить умовною через значну втрату майстерності портретування в середньовіччя.

## Відродження

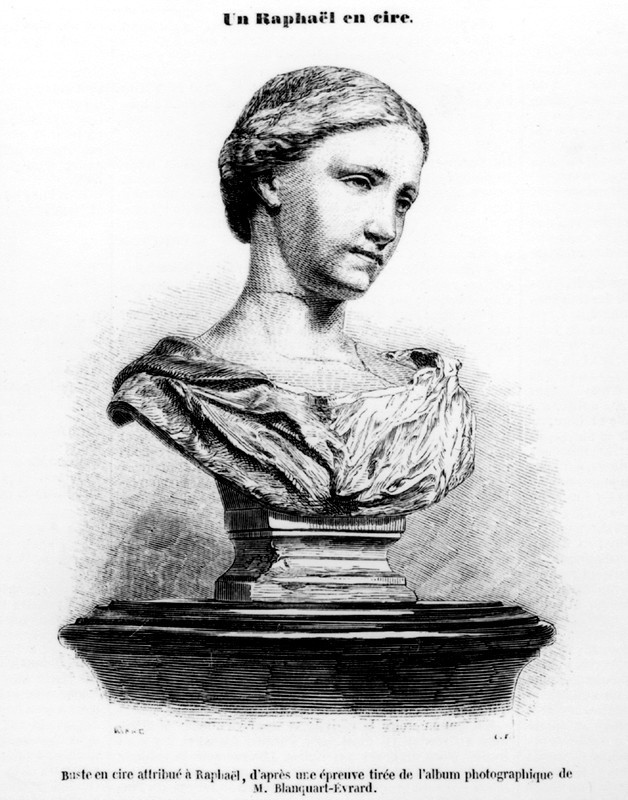
Погруддя з воску, приписуване творчості Рафаеля Санті

Посилення світський тенденцій в культурі Італії 14-15 ст. і наявність античних зразків сприяли відновленню погрудь та зацікавленості в їх створенні. Кількість створених релікваріїв зменшується, а для створення погрудь більше використовують дешеві матеріали (пофарбоване дерево, теракота, трохи менше — мармур або бронза). Серед поргудь доби відродження — як релігійні образи (Христос, Іван Хреститель, майстерня Верроккіо, Флоренція, Аньоло ді Поло, Пістойя), так і світські портрети (Лоренцо Пишний, пофарбоване дерево, Вашингтон). Висота подібних робіт, зазвичай, не перевищувала 52 см, що полегшувало їх транспортування. Скульптор Дезідеріо де Сеттіньяно спеціалізувався на створення дитячих голівок — померлих дітей у вигляді янголів, які дарували в храми.
В композиціях погрудь доби відродження ще відчутні скутість, несміливість навіть відомих майстрів. «Особи» в погруддях застиглі, їх голови трохи похилені уперед, погляди або спрямовані уперед або долу, руки зазвичай не зображені. Винятки — мадонна з немовлям, де руки Богородиці утримують дитину (рельєфи-погруддя з пофарбованого фаянсу родини делла Роббіа).

### Брут роботи Мікеланджело

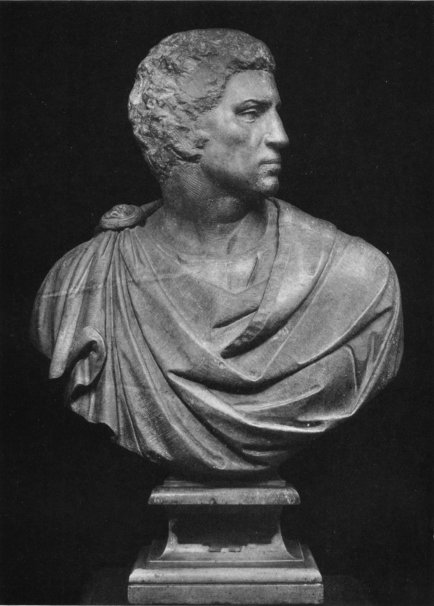
Мікеланджело. Погруддя Брута, Флоренція, Національний музей.

Серед безумовних шедеврів доби італійського відродження — погруддя Брута, створене скульптором Мікеланджело у 1537–1538 рр. Твір Мікеланджело — покажчик як далеко зайшло вивчення і засвоєння досягнень давньоримської скульптури в Італії на новому етапі. Тепер це і цікава композиція, і нове ідейне навантаження, далеке від декоративності. Саме звернення до образу убивці римського імператора заради відновлення республіканського правління мало антитиранічне забарвлення і навертало думки сучасників до нещодавніх політичних подій, до відновлення тиранічної влади Медічі у Флоренції. Зрозуміло, що подібне погруддя не могли замовити ні світські тирани-володарі Флоренції, ні римські папи — духовні тирани тодішньої Західної Європи. Антитиранічне ідейне забарвлення погруддя було таким наявним, що Мікеланджело умовили припинити роботу над небезпечним твором і погруддя залишилося незавершеним. Тільки надзвичайні мистецькі якості твору врятували погруддя від знищення. Брут Мікеланджело так і залишився поодиноким зразком прореспубліканських, антитиранічних настроїв митця в добу формування абсолютизму як типу імперської влади на теренах Західної Європи в 16 столітті.

## Бароко

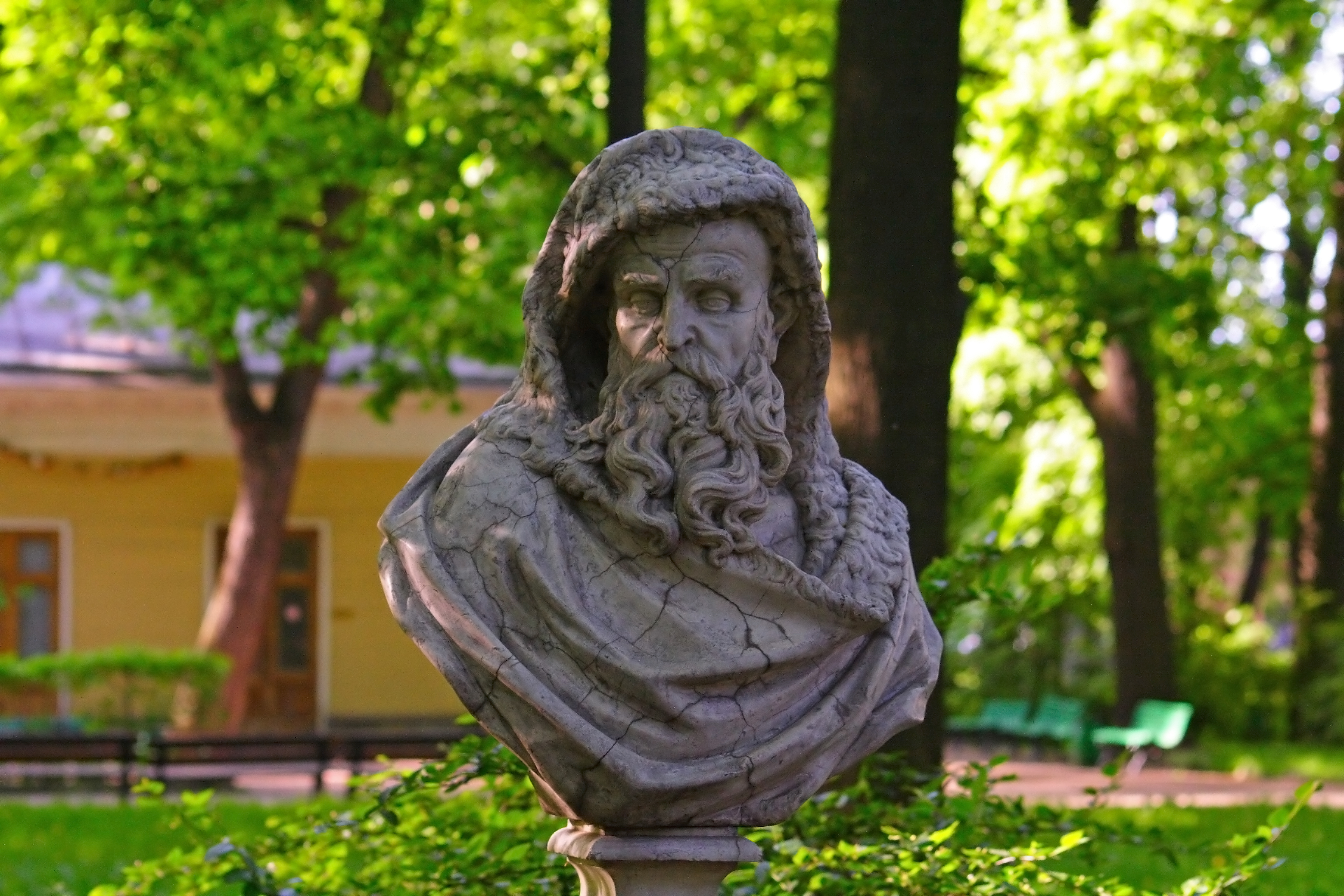
П'єтро Баратта, алегорія зими, серія «Сезони». Літній сад (Санкт-Петербург).

В добу бароко погруддя як жанр мистецтва пережило справжній розквіт. Цьому сприяло декілька факторів — віднайдення нових погрудь доби Стародавнього Риму, серед яких і видатні зразки, прискіпливе вивчення отриманих зразків, суперництво майстрів між собою, загальне підвищення майстерності західноєвропейських скульпторів 16-17-18 століть. Тільки в Італії працює ціла низка талановитих майстрів, серед яких — * Бенвенуто Челліні
- Даніеле да Вольтерра
- Алессандро Вітторіа
- Лоренцо Берніні
- Алессандро Альгарді
- Стефано Мадерно
- Паоло Нальдіні
- П'єтро Баратта.

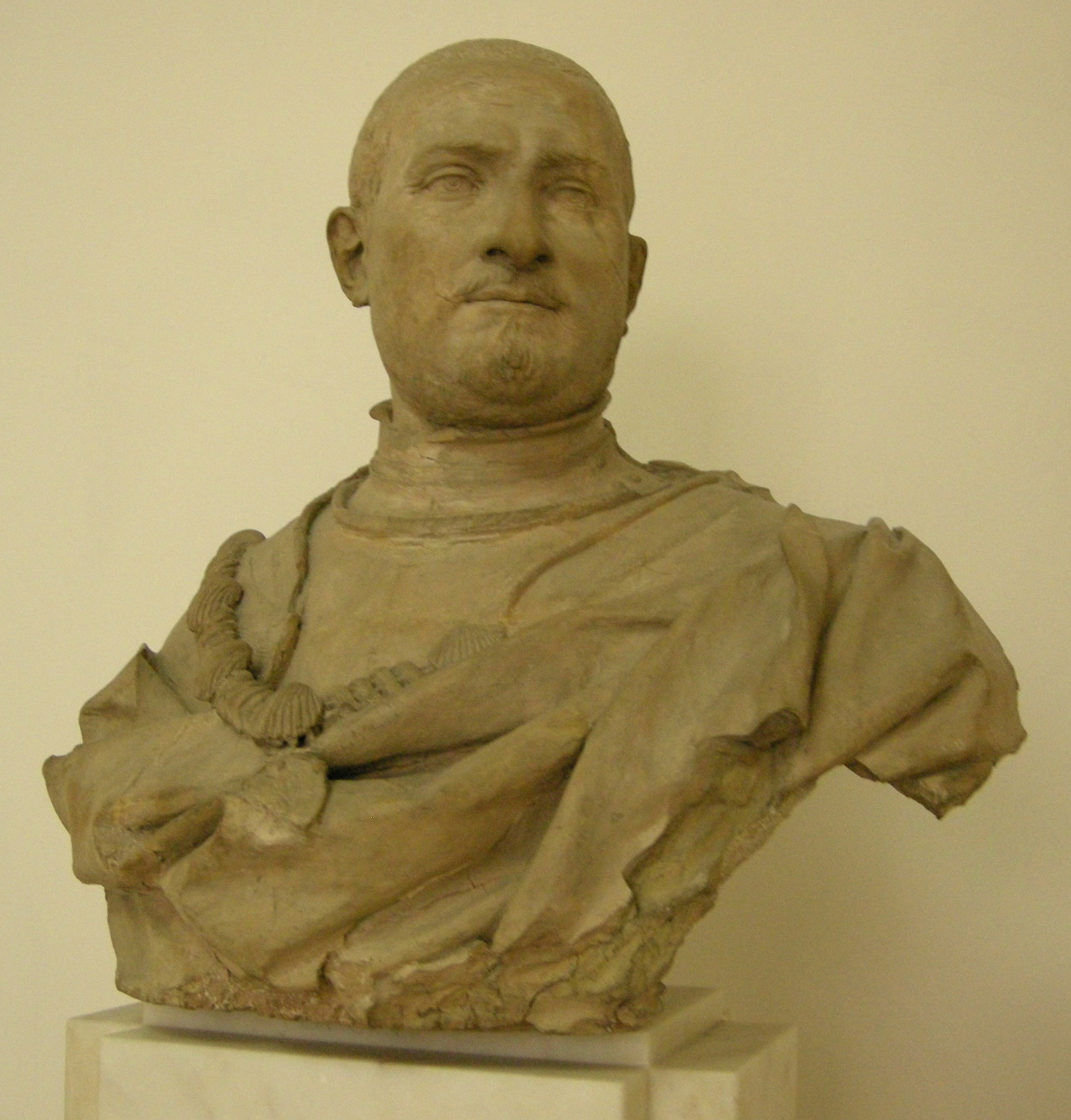
Альгарді, погруддя Мауріцціо Франджіпане, Національна Пінакотека, Болонья
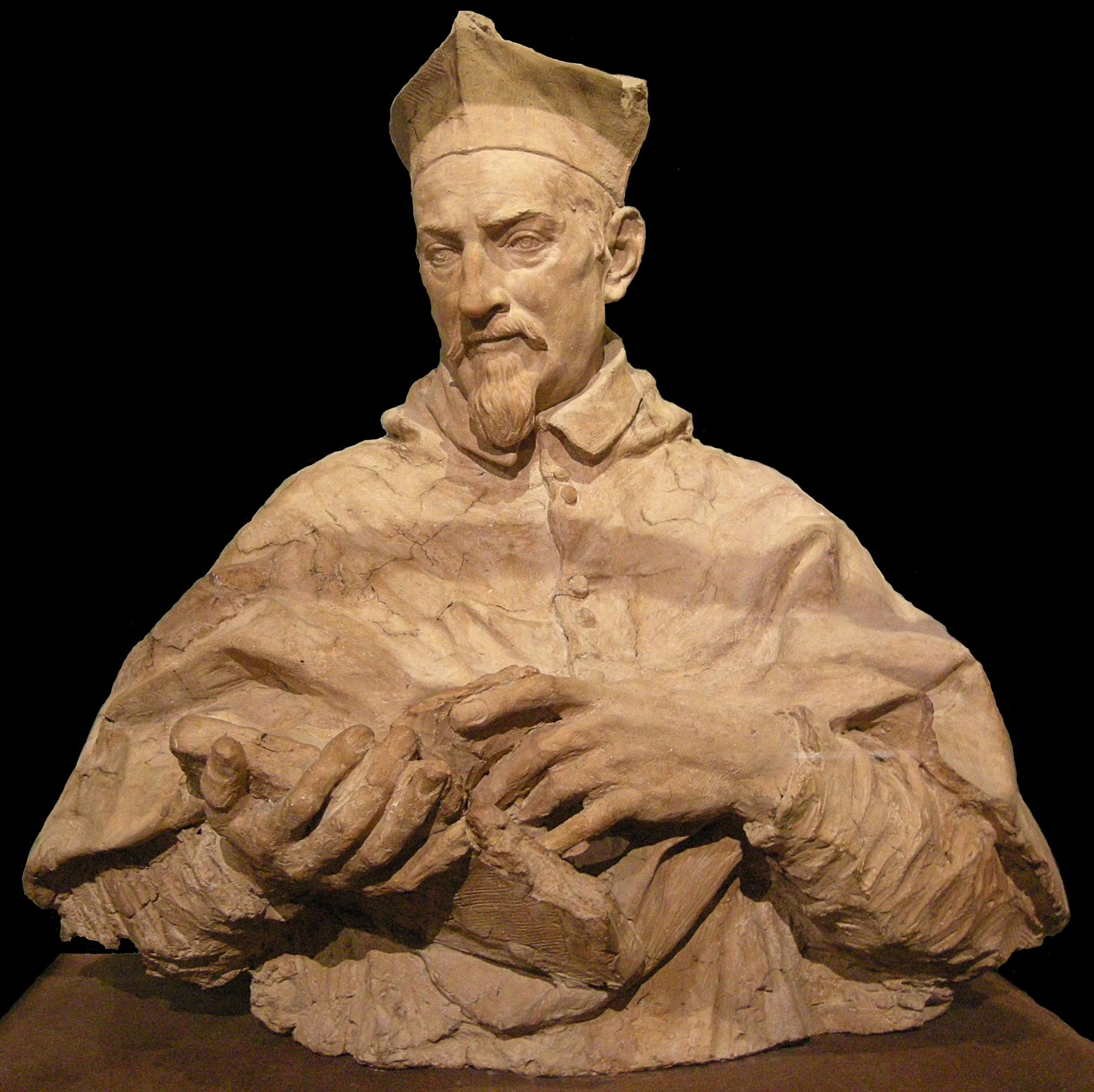
Альгарді, погруддя кардинала Паоло Еміліо Заккья, 1650 р., теракота
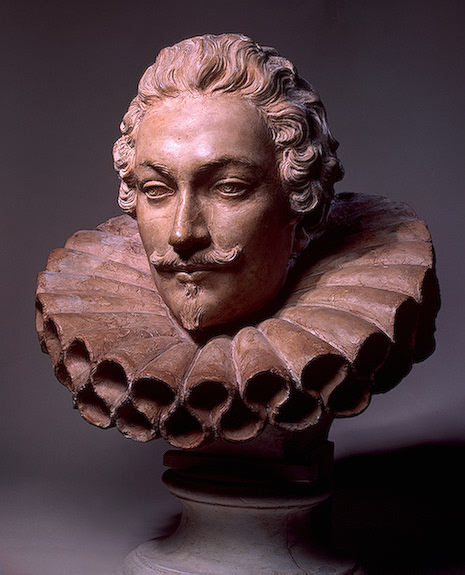
Альгарді, погруддя Камілло Памфілі, 1647, Ермітаж
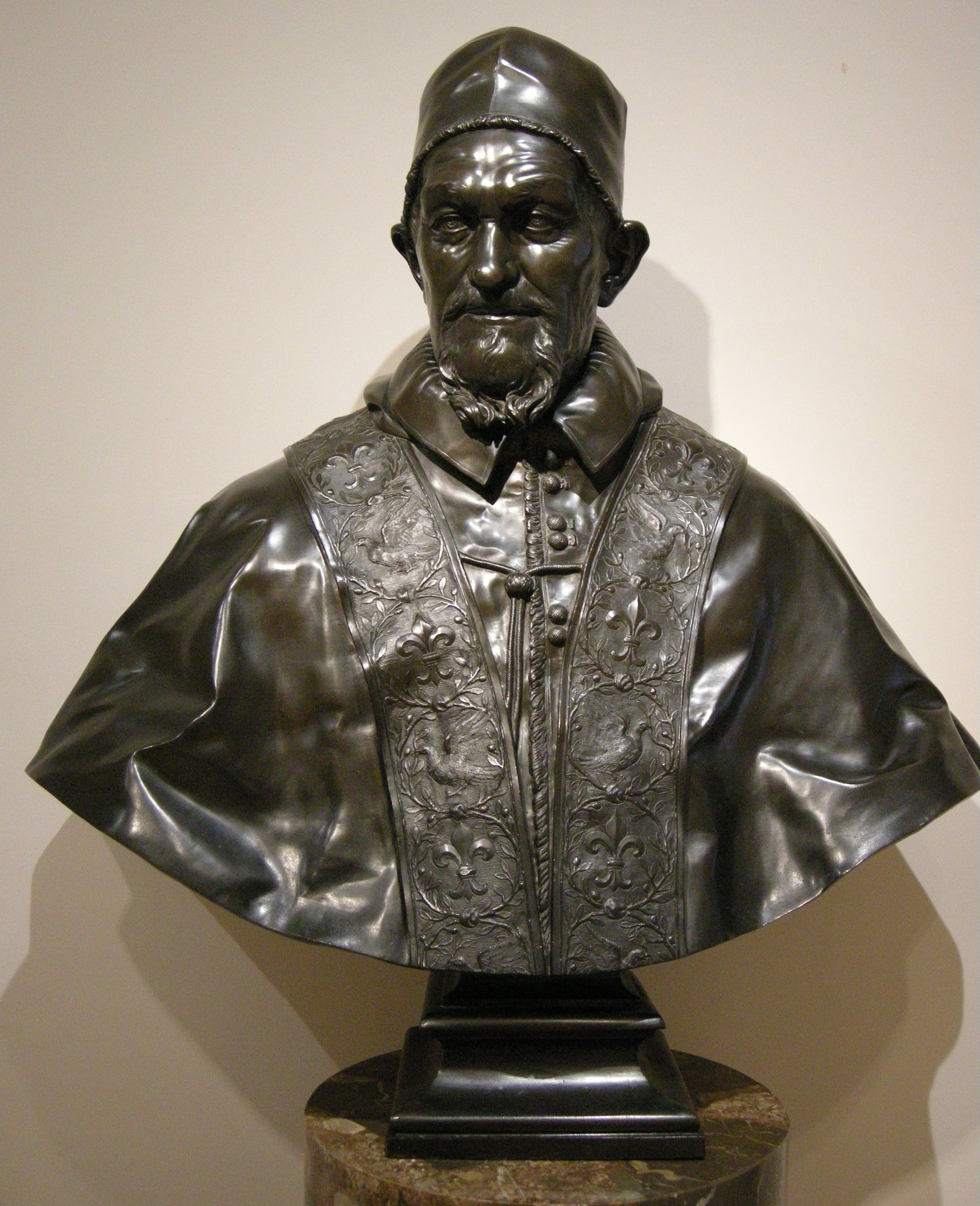
Альгарді, Портрет папи Іннокентія Х, погруддя, бронза.

Вони створюють погруддя в різних техніках і дуже різні за призначенням. Це може бути портрет для кабінету світського вельможі чи церковного князя, портрет для галереї, погруддя для художнього надгробку в соборі. З часом погруддя переходять в сад бароко як меморіальна пам'ятка чи розповсюджена алегорія (уособлення чотирьох пір року «Сезони», уособлення людських темпераментів або почуттів, іноді обіграні чисто декоративні якості зображеної особи — негр у яскравому вбранні, умовний дівочий бюст тощо.)

## XVIII століття
В 18 столітті художня ініціатива майже цілком переходить з Італії до інших держав, перш за все — до Франції. Саме тут є умови для мистецьких пошуків, своя система виховання нових майстрів, сформувалася система державних і приватних замов, саме тут сконцентрована найбільша кількість видатних майстрів, серед яких —
- Антуан Куазевокс
- Гійом Кусту старший
- Жан Батіст Лемуан Молодший
- Жан-Батист Пігаль
- Жан Жак Каффієрі
- Огюстен Пажу
- Жан-Антуан Гудон
- Марі Колло
- Фелікс Леконт

Показовою для доби була творча біографія скульптора-італійця Карло Бартоломео Растреллі. Не знаходячи використання своїх видатних здібностей в Римі і Флоренції, він їде на заробітки у Париж, визнаний мистецький центр 17-18 століть. І лише випадок призводить до переїзду видатного скульптора у нову країну Московію, щойно тісно залучену до культурного надбання західноєвропейської цивілізації.

## Галерея

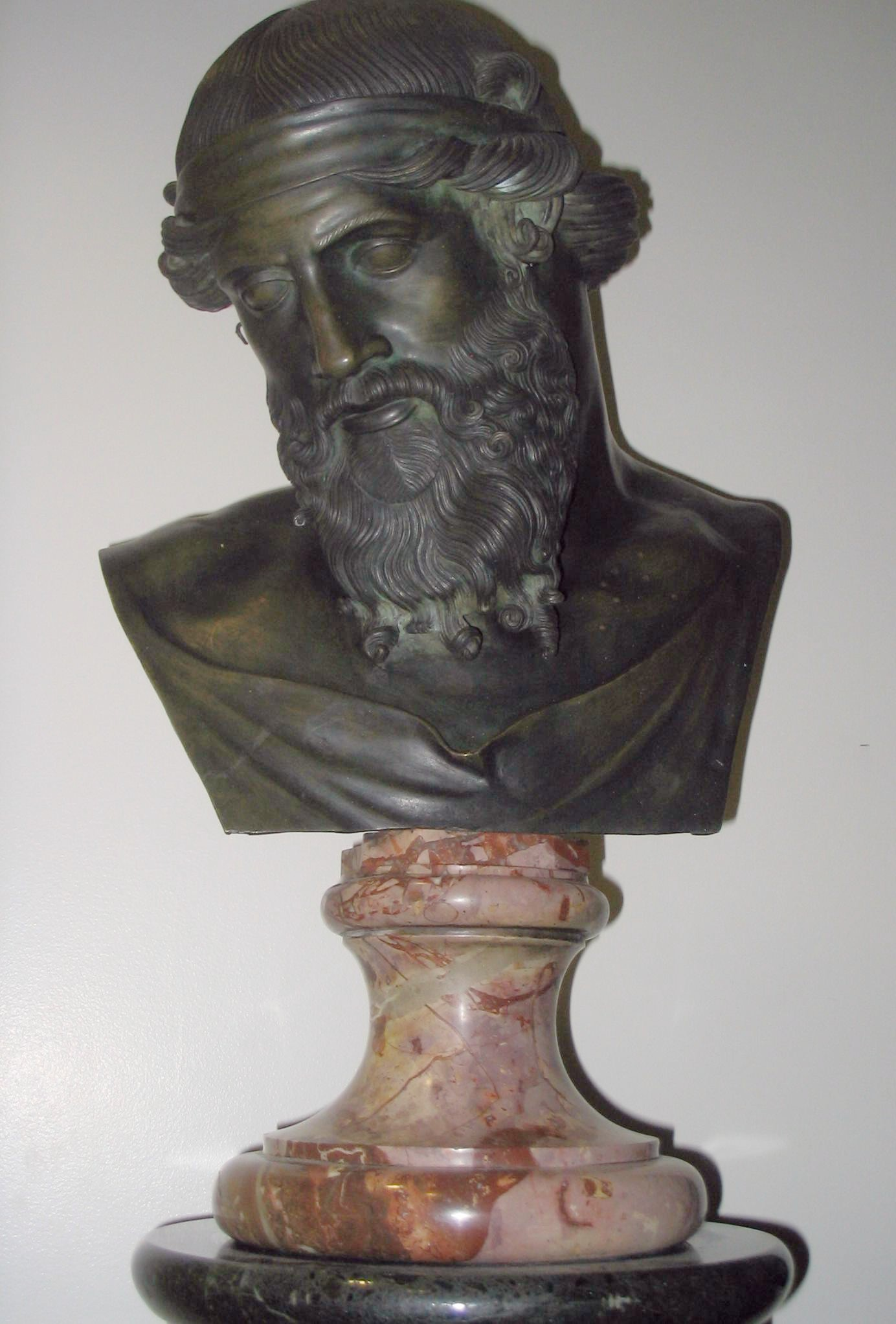
Погруддя філософа Арістотеля, бронза
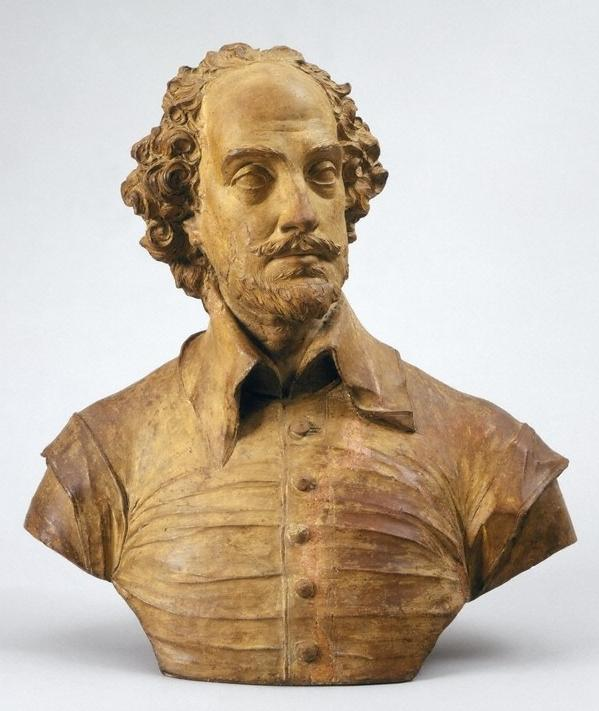
Погруддя Шекспіра, теракота.
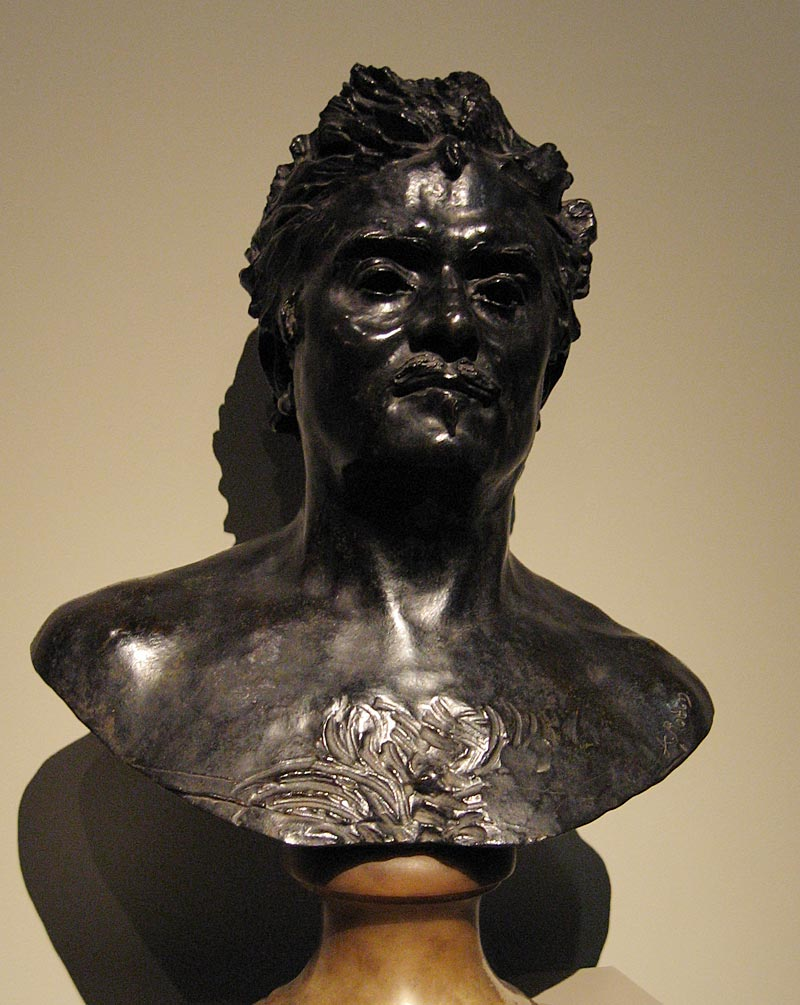
Огюст Роден, письменник Бальзак, 1892 р.